# Palazzo Mastelloni

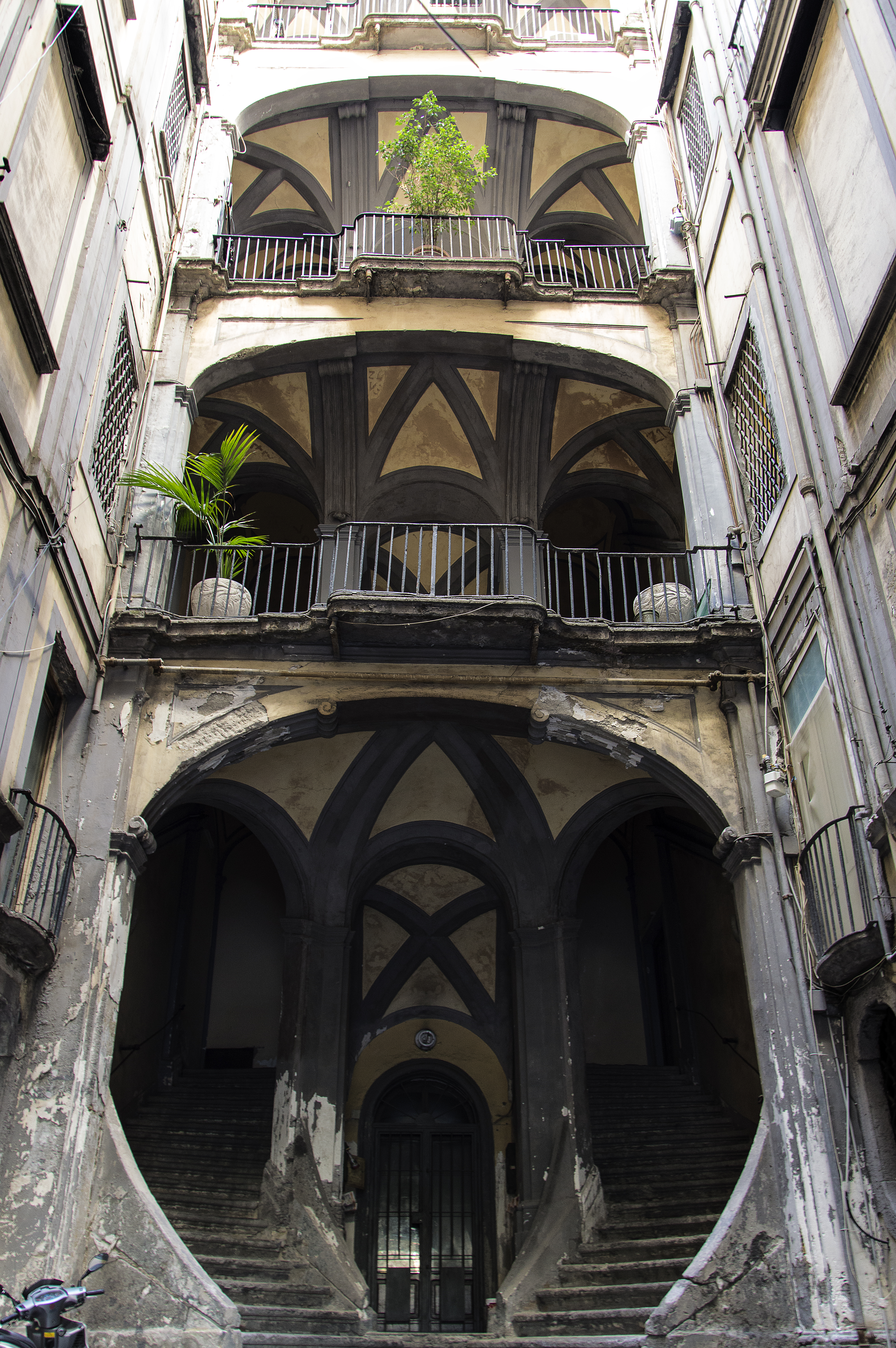
Palazzo Mastelloni in Neapel: Offene Treppe im Innenhof

Der Palazzo Mastelloni (oder Palazzo Mastellone) ist ein Palast aus dem 16. Jahrhundert im Viertel Montecalvario von Neapel in der italienischen Region Kampanien. Er liegt an der Piazza Carità, 6.

## Geschichte
Der Palast, der schon im Jahre 1566 auf der Stadtkarte von Antonio Lafreri zu finden ist, gehörte anfangs verschiedenen Personen, darunter den Mastellones, Herzöge von Salza, die ab 1687 in Person des Pietro Paolo Mastellon als Besitzer des Palastes aufscheinen. 1732 wurde das Gebäude durch ein Erdbeben beschädigt; im selben Jahr kauften die Mastellones den gesamten Palast und entschieden sich, ihn im Rokokostil völlig umgestalten zu lassen, wobei sie Nicola Tagliacozzi Canale mit den Arbeiten betrauten.
Die Bekanntheit des Palastes beruht auf der Verhaftung von Luisa Sanfelice 1799, die zusammen mit ihrem Gatten Andrea in dem Palast wohnte und später in Zusammenhang mit der Parthenopäischen Republik als Revolutionärin angeklagt wurde.
Der Einfluss von Tagliacozzi Canale ist an der offenen Treppe im Innenhof und in den Verzierungen an der Fassade, vor allen Dingen am Portal, zu erkennen.